# Reik (Fürst)
Der Reik war ein gewählter Kriegsherr der Prußen im Frühmittelalter.
Vor der Unterwerfung durch den Deutschen Orden lebten die Prußen in Sippenverbänden, die von erblichem Adel geführt wurden. Im Kriegsfall wählten diese fürstlichen „Kunigas“ einen obersten Befehlshaber der „Prūsai“, der den Rang eines Landesfürsten innehatte und Reik genannt wurde.

## Quelle
- Die Prußen (Landsmannschaft Ostpreußen, 2008) (PDF; 8,3 MB)